# ダートムーア
座標: 北緯50度34分 西経4度0分 / 北緯50.567度 西経4.000度
ダートムーア（英語: Dartmoor）は、イギリス・イングランドのデボン州南部に広がるムーア（湿原）地形の地域。湿地帯とその周辺の土地はダートムーア国立公園（Dartmoor National Park）として保護されている。

## 自然地理

### 地質
花崗岩で出来た高地で面積は約625平方キロメートルでイギリス最大の面積を有し、山頂付近はたくさんの花崗岩で覆われている。この花崗岩は約3億900万年前の石炭紀にできたと思われる。
スズの採掘や採石など湿原産業用電力の供給源としている。

### 河川
デボンの川の多くは流域面積を形成している。

### 沼地
国立公園の多くは泥炭の厚い層に覆われており、雨水を速やかに吸収し、ゆっくりと分散していくので湿原が乾燥していることは稀である。
湿原の植生は種類や場所によって異なる。
降雨量年2000ミリメートルを超えるブランケット湿原では、主に綿草（ワタスゲ属種）、ミズゴケ、スゲが繁茂している。

## 気候
湿原の中央地付近に所在する、標高453mのプリンスタウン (Princetown) での観測によれば、1月から2月にかけてが一年で最も寒い時期であり、平均気温は1℃である。一年で最も暖かい時期は7月と8月で、平均気温は18℃である。プリンスタウンの東35kmに位置する海岸のテーンマス (Teignmouth) と比較すると、平均気温の最大値と最小値はそれぞれ3.0℃、2.6℃低い値となっており、霜日数は少なくとも5倍ある。
夏にはしばしば驟雨がある。最も雨の多い月は12月で、年間降水量は2000mmを超える。
プリンスタウンにおける1961年から2000年までの50年間の平均気温と比べ、1990年から2000年までの10年間の平均気温は0.2℃上昇しており、晩冬期の気温は0.5℃の上昇を示している。

## 文学
民俗学者で作家のセイバイン・ベアリング＝グールドが1900年に『Book of Dartmoor』という本を出版している。
アーサー・コナン・ドイル『バスカヴィル家の犬』、イーデン・フィルポッツ『赤毛のレドメイン家』といった名作推理小説の舞台としても知られる。アガサ・クリスティはデビュー作『スタイルズ荘の怪事件』をダートムーア滞在中に執筆した。

## 町
ダートムーア地域の住民の人口は約3万3000人であるが、ホリデーシーズンには観光客が多く訪れる。国立公園地域内にある最大の集落はアシュバートン（人口約3500人）で、このほかバックファストリー、プリンスタウン、イェルヴァートン、ホラブリッジ、サウス・ブレント、チャグフォード、モートン・ハムステッドの集落が存在する。

## 名所
- リドフォード渓谷   滝がある非常に深く狭い峡谷
- グリムスポンド - 青銅器時代の集落
- チャーチハウス(南タウトン)　 15世紀の教会のエールハウス
- ツーブリッジ　18世紀の馬車宿
- タビストック運河  19世紀の運河
- モルトンハムステッド 歴史的な価値がある17世紀の馬車宿

## 案内所
公園のメインビジターセンターは、プリンスタウンにある。
ダートムーアの歴史、文化や野生動物についての展示だけでなく、地元の芸術の変遷なども展示している。